# Tetranchyroderma bulbosum
Tetranchyroderma bulbosum är en djurart som tillhör fylumet bukhårsdjur, och som beskrevs av Clausen 2000. Tetranchyroderma bulbosum ingår i släktet Tetranchyroderma och familjen Thaumastodermatidae.
Artens utbredningsområde är Norra Ishavet. Inga underarter finns listade i Catalogue of Life.